# (464472) 2016 BF48
(464472) 2016 BF48 es un asteroide perteneciente al cinturón de asteroides, descubierto el 2 de septiembre de 2008 por el equipo Spacewatch desde el Observatorio Nacional de Kitt Peak (Arizona, Estados Unidos).